# Кальмодулин

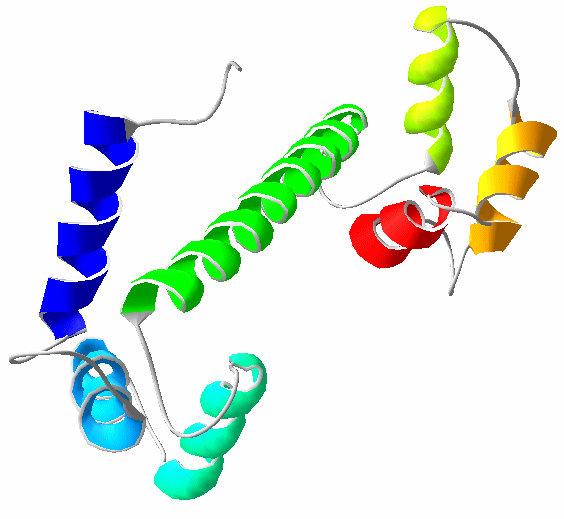
3D-структура калмодулина

Кальмодулин — небольшой, кислый, высококонсервативный кальций-связывающий белок, представитель суперсемейства белков EF-hand.
Кальмодулин обнаружен в цитоплазме всех эукариотических клеток, что отличает его от других кальций-связывающих белков. Кальмодулин был впервые выделен из мозга быка и секвенирован в 1980 году. Молекула белка состоит из двух глобулярных долей (доменов), разделённых центральным спиральным шарниром. Каждая глобулярная доля имеет по два Ca2+-связывающих сайта, содержащих мотив спираль-петля-спираль (EF-hand). Белок состоит из 148 аминокислотных остатков и имеет молекулярный вес около 16700 Да. Сам кальмодулин не проявляет ферментативной активности, но является интегральной субъединицей целого ряда ферментов (протеинкиназы, протеинфосфатазы, фосфодиэстеразы, ферменты мышечной подвижности). Он связывает и активирует более 40 мишеней. Такое разнообразие функций и, одновременно, специфичность действия кальмодулина, пока не находят объяснения. Концентрация кальмодулина в клетке варьирует в пределах 5-10 мкМ и составляет около половины концентрации всех СаМ-связывающих белков.
Кальмодулин способен управлять активностью структурных белков цитоскелета, связанных с микротрубочками и микрофиламентами, он  оказывает влияние на процессы эндо- и экзоцитоза, а также на перемещение органелл внутри клетки или изменение формы клетки.
Взаимодействуя со встроенной в наружную мембрану клетки транспортной АТФазой — ферментом, кальмодулин способен за счет энергии гидролиза АТФ выбрасывать из клетки ионы кальция — и активировать его.

## Структура
К настоящему времени получены пространственные структуры насыщенного кальцием кальмодулина из нескольких различных организмов с разрешением 2,2Å, 1,7Å и 1,0Å. Кальциевая форма кальмодулина представляет собой вытянутую гантелеобразную молекулу с размерами 45Å×45Å×65Å. Молекула состоит из двух глобулярных доменов, разделённых центральным спиральным шарниром, состоящим из 28 аминокислотных остатков (спирали D и Е). Обе глобулярные доли структурно подобны и расположены примерно на одной оси с центральной α-спиралью. Каждая глобулярная доля имеет по два Са2+-связывающих сайта, содержащих мотив спираль-петля-спираль (EF-hand). Молекула содержит семь спиралей, сформированных остатками 7-19 (спираль А), 29-39 (спираль В), 36-55 (спираль С), 65-92 (спираль D), 102—112 (спираль Е), 119—128 (спираль F) и 138—148 (спираль G). Спирали двух EF-hand мотивов в каждой доле образуют богатые остатками фенилаланина и метионина гидрофобные карманы, экспонированные в растворитель и участвующие в связывании мишеней.